# Loseatîn, Vasîlkiv
Loseatîn (în ucraineană Лосятин) este localitatea de reședință a comunei Loseatîn din raionul Vasîlkiv, regiunea Kiev, Ucraina.

## Demografie
Componența lingvistică a localității Loseatîn
     Ucraineană (99,1%)
     Alte limbi (0,9%)
Conform recensământului din 2001, majoritatea populației localității Loseatîn era vorbitoare de ucraineană (99,1%), existând în minoritate și vorbitori de alte limbi.